# NGC 761
NGC 761 è una galassia a spirale barrata situata nella costellazione del Triangolo, a una distanza di circa 229 milioni di anni luce dalla nostra Via Lattea.

## Scoperta
La galassia è stata scoperta l'11 ottobre 1850 dall'astronomo irlandese Bindon Stoney.

## Descrizione
NGC 761 ha una classe di luminosità I e presenta una larga riga a 21 cm dell'idrogeno neutro.

## Gruppo di NGC 777
NGC 761 fa parte del Gruppo di NGC 777. Questo gruppo comprende almeno 13 galassie, tra cui NGC 750, NGC 751, NGC 777, NGC 783, NGC 785 e NGC 789.